# 2月18日
2月18日（にがつじゅうはちにち）は、グレゴリオ暦で年始から49日目にあたり、年末まであと316日（閏年では317日）ある。

## できごと
- 1229年 - ヤッファ条約 (1229年)（英語版）: 神聖ローマ皇帝フリードリヒ2世とアイユーブ朝のスルタン・アル＝カーミルが、10年間の休戦と十字軍側へのエルサレム返還で合意。
- 1559年（永禄2年1月11日） - 少弐冬尚が龍造寺隆信に破れ自害し、少弐氏が滅亡。
- 1587年 - 元スコットランド女王メアリーが、イングランド女王エリザベス1世の暗殺計画バビントン事件（英語版）に加担したことにより処刑される。
- 1745年 - マタラム王国の王都がソロに移され、スラカルタに改称。
- 1772年（明和9年/安永元年1月15日） - 田沼意次が老中に就任する[1]。
- 1800年 - フランス革命戦争: マルタ護送船団の海戦でイギリスが勝利。
- 1874年 - 佐賀の乱: 江藤新平ら反乱軍が、佐賀城の佐賀県庁に籠もる佐賀県権令岩村高俊の部隊と戦闘し、政府軍が敗走。
- 1885年 - マーク・トウェインの小説『ハックルベリー・フィンの冒険』が刊行[2]。
- 1908年 - 日本からの移民を制限する日米紳士協定締結。
- 1911年 - インドの万国博覧会の行事として、世界で初めて飛行機で郵便物が運ばれた[3]。
- 1913年 - レイモン・ポアンカレがフランスの大統領に就任。
- 1930年 - アメリカの天文学者クライド・トンボーが冥王星を発見[4]。
- 1932年 - 東北最高行政委員会が満洲の中国国民政府からの独立を宣言。3月1日に満洲国を建国。
- 1935年 - 天皇機関説事件: 貴族院本会議で菊池武夫議員が美濃部達吉議員の天皇機関説を非難。
- 1937年 - 宮崎県延岡市役所にて火災。北隣にあった宮崎県立図書館にも延焼し、双方が全焼[5]。
- 1938年 - 石川達三著の南京従軍記『生きてゐる兵隊』を掲載した雑誌『中央公論』3月号が発禁処分。石川と編集者の雨宮庸蔵および発行人の牧野武夫が検挙される。
- 1942年 - 大東亜戦争戦勝祝賀第一次国民大会が日比谷公園で開催。日本軍がシンガポールを陥落させたことを受けてのもの。各地でも同様の祝賀式が開催[6]。
- 1942年 - シンガポール華僑粛清事件。
- 1943年 - ゲッベルス独宣伝相がベルリンのシュポルトパラストで行った演説で総力戦を宣言（総力戦演説）。
- 1943年 - ナチスによって「白いバラ」運動のメンバーが逮捕される。
- 1950年 - 第1回さっぽろ雪まつり開催[7]。
- 1952年 - 陣屋事件: 将棋の王将戦で升田幸三が木村義雄との対局を拒否。
- 1954年 - ロサンゼルスに最初のサイエントロジー教会が創設。
- 1955年 - アメリカ合衆国の第14次の核実験「ティーポット作戦」が始まる。
- 1960年 - 第8回冬季オリンピック、スコーバレー大会開催。2月28日まで。
- 1965年 - ガンビアがイギリスから独立。
- 1968年 - イギリスが、大陸との1時間の時差を解消するため中央ヨーロッパ時間を採用。1971年にグリニッジ標準時に戻される。
- 1969年 - 日大闘争：機動隊導入により日本大学の全学封鎖を解除。
- 1969年 - 岡山県西大寺市が岡山市に編入。
- 1970年 - リチャード・ニクソン米大統領が、条約遵守・自主防衛努力の強化と援助・「核の傘」提供の「平和三原則」を強調する外交教書を発表。
- 1978年 - 東京で「嫌煙権確立をめざす人びとの会」結成。
- 1978年 - 米海兵隊員らの発案によりハワイで世界初のトライアスロン大会開催。
- 1979年 - アルジェリア南部のサハラ砂漠で降雪。サハラ砂漠唯一の降雪の記録。
- 1981年 - ロナルド・レーガン米大統領が、「強いアメリカ」再生のための経済再建計画「レーガノミクス」を発表。
- 2000年 - マイクロソフトがWindows 2000を発売[8]。
- 2003年 - 韓国大邱地下鉄放火事件: 地下鉄車両に対する放火事件。死者192名、重軽傷者148名。
- 2006年 - 福島県立大野病院事件：2004年12月17日に福島県立大野病院で行われた帝王切開手術を受けた産婦が死亡したことから、執刀医を業務上過失致死と医師法違反の容疑で逮捕。翌日福島地方検察庁に起訴。
- 2007年 - 日本の運輸多目的衛星「MTSAT-2」（ひまわり7号）を打ち上げ。
- 2007年 - 第1回東京マラソン・東京マラソン2007開催。
- 2010年 - バンクーバーオリンピック、フィギュアスケートで、髙橋大輔が同競技男子日本代表として初のメダル獲得となる銅メダルを獲得（現地時間）[9]。
- 2010年 - ニジェールで軍事クーデターが起こり、軍部が実権を掌握[10]。
- 2018年 - 平昌オリンピック: スピードスケート女子500メートルで小平奈緒が同種目女子で初の金メダルを獲得[11]。
- 2019年 - オーストラリア政府環境エネルギー省が、グレート・バリア・リーフ固有のネズミの一種ブランブルケイメロミスの絶滅を正式に認定。人為的気候変動により絶滅した最初の哺乳類[12]。
- 2021年 - 東京オリンピック・パラリンピック組織委員会の理事会が開かれ、森喜朗会長の後任に橋本聖子が選任された[13]。
- 2024年 - 宮崎駿監督の「君たちはどう生きるか」が日本映画で初めて英国アカデミー賞アニメ映画賞を受賞[14]。
- 2024年 - 男子ゴルフの米ツアージェネシス招待で、日本の松山英樹が優勝。アジア勢単独最多となる米ツアー通算9勝目を挙げた[15]。

## 誕生日

### 人物

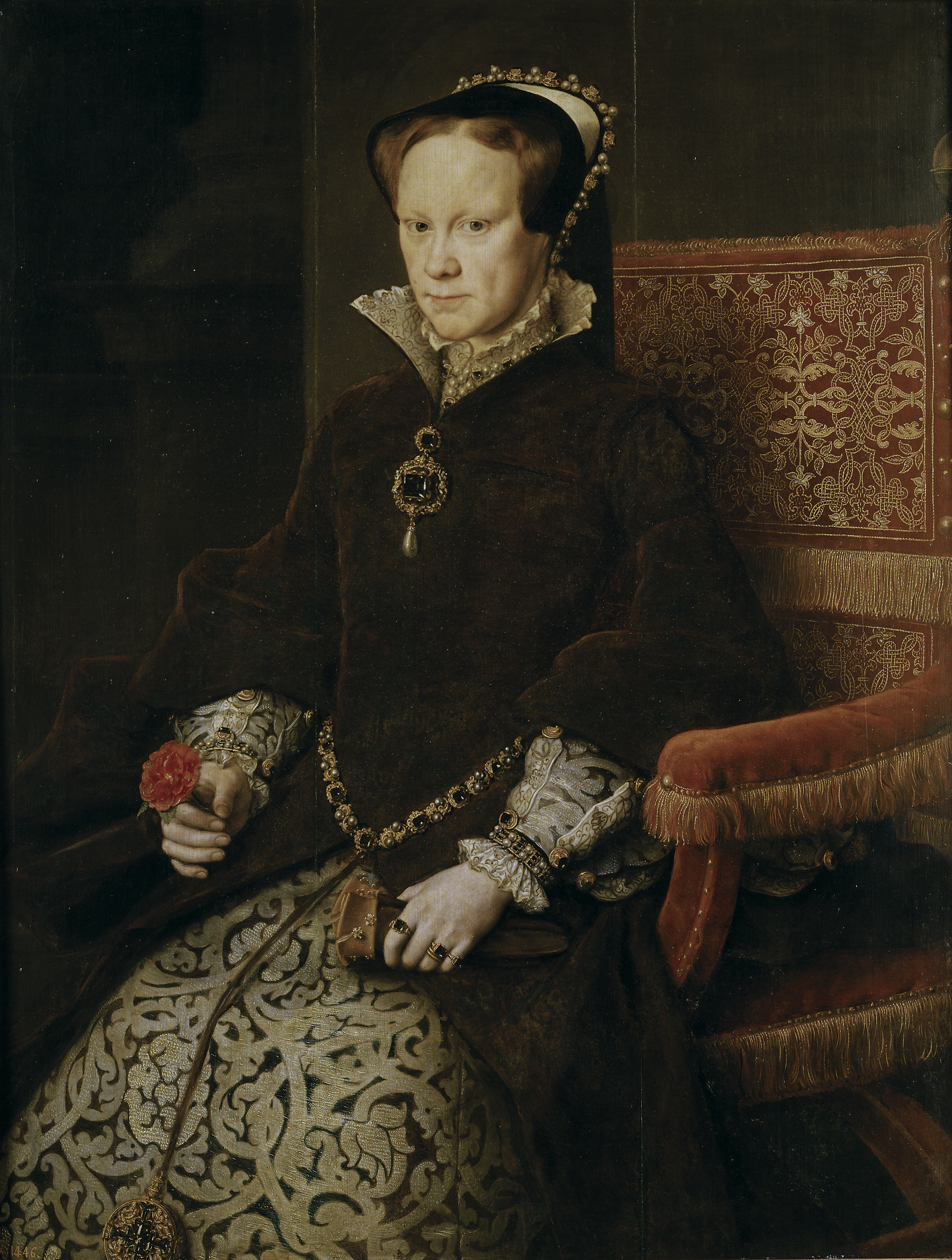
英国女王メアリー1世(1516-1558)誕生。プロテスタントへの迫害から“ブラッディ・メアリー”の異名で知られる。

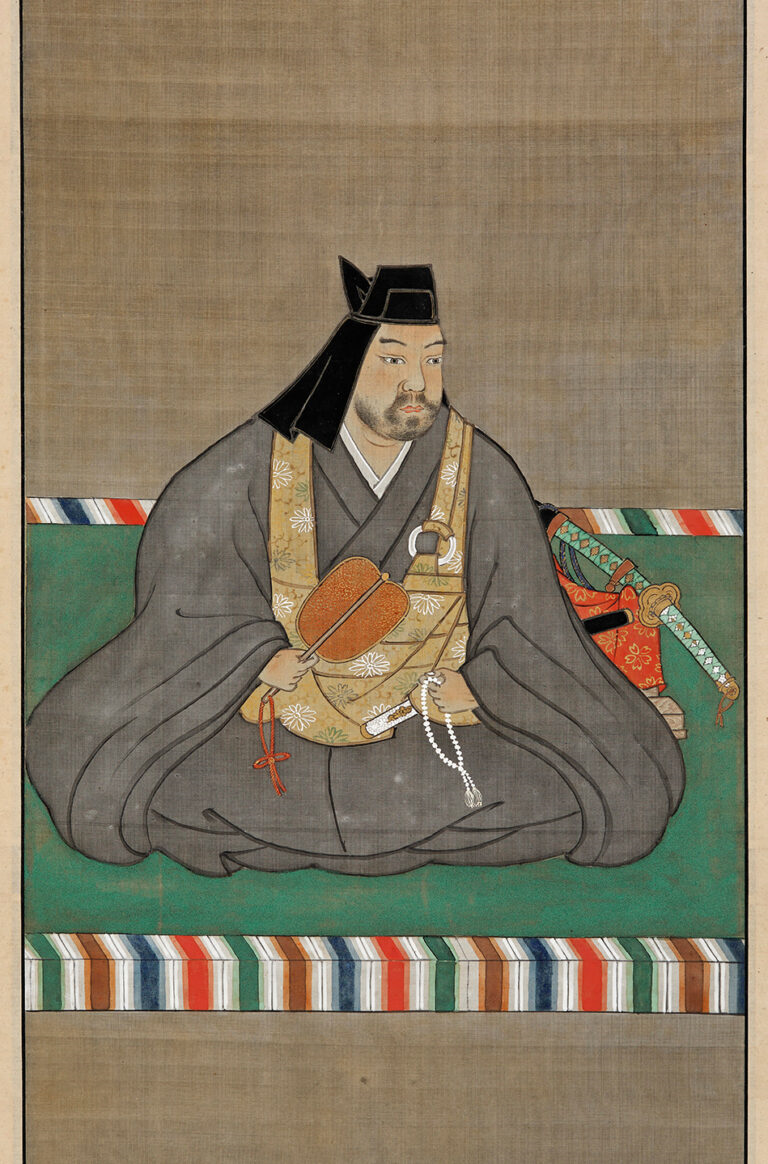
戦国大名上杉謙信(1530-1578)誕生。

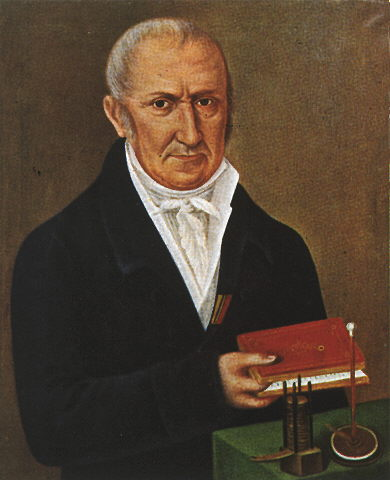
ボルタ電池を発明したイタリアの科学者、アレッサンドロ・ボルタ(1745-1827)誕生。

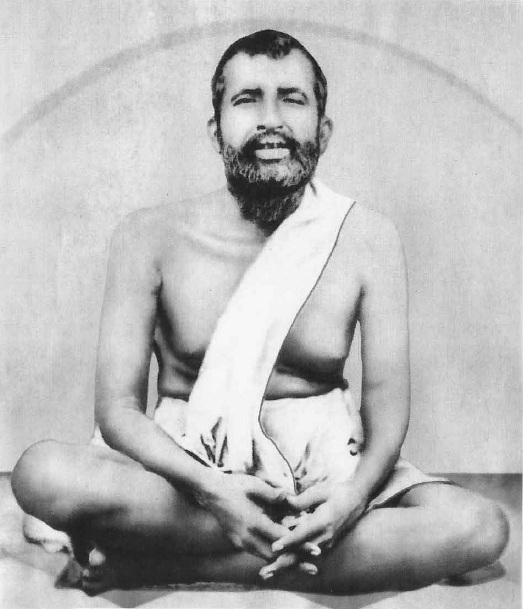
近代ヒンドゥー教を代表する聖人、ラーマクリシュナ(1836-1886)誕生。

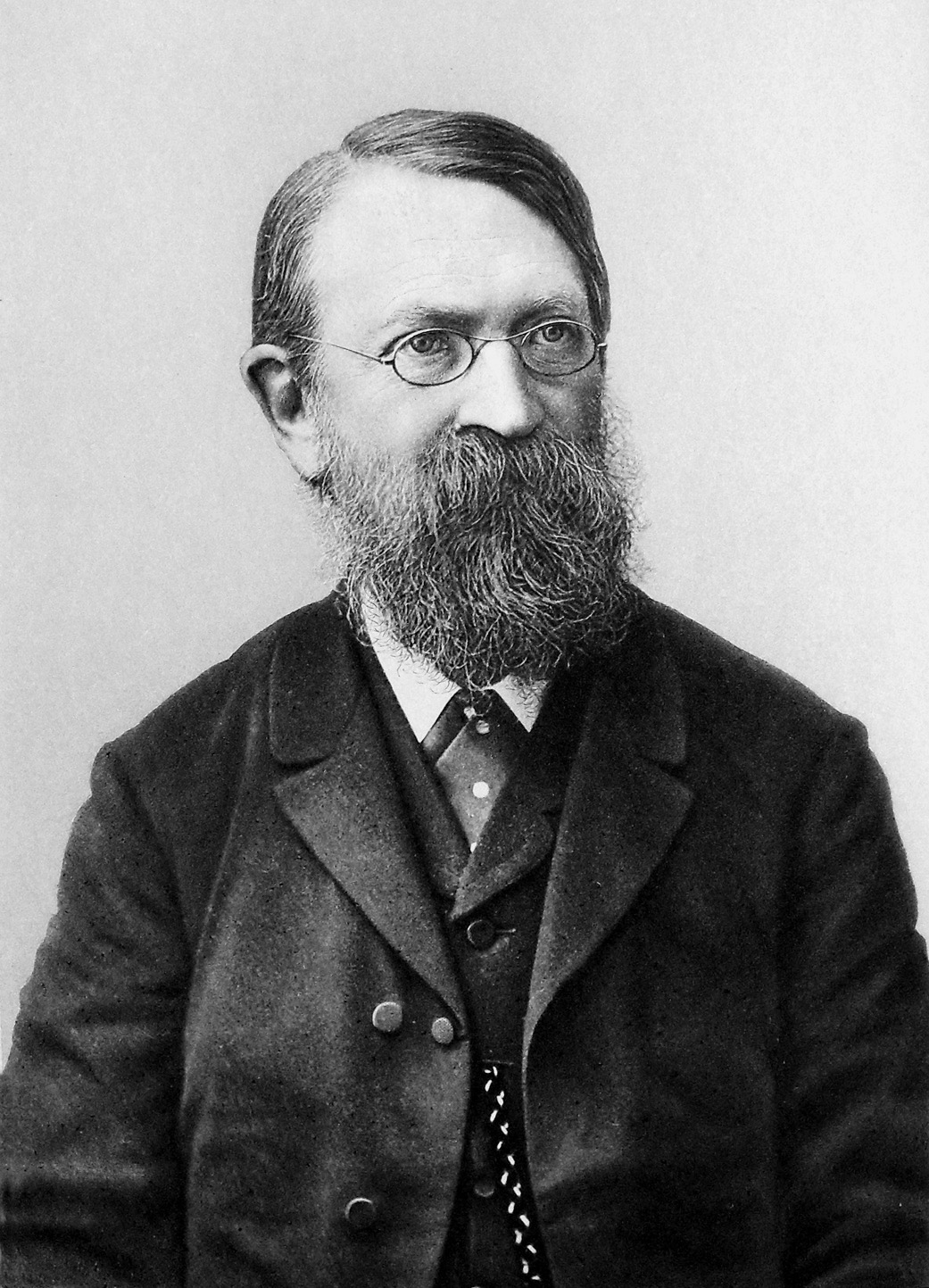
オーストリアの物理学者、エルンスト・マッハ(1838-1916)誕生。音速を超える速度の単位マッハ数にその名を残す。

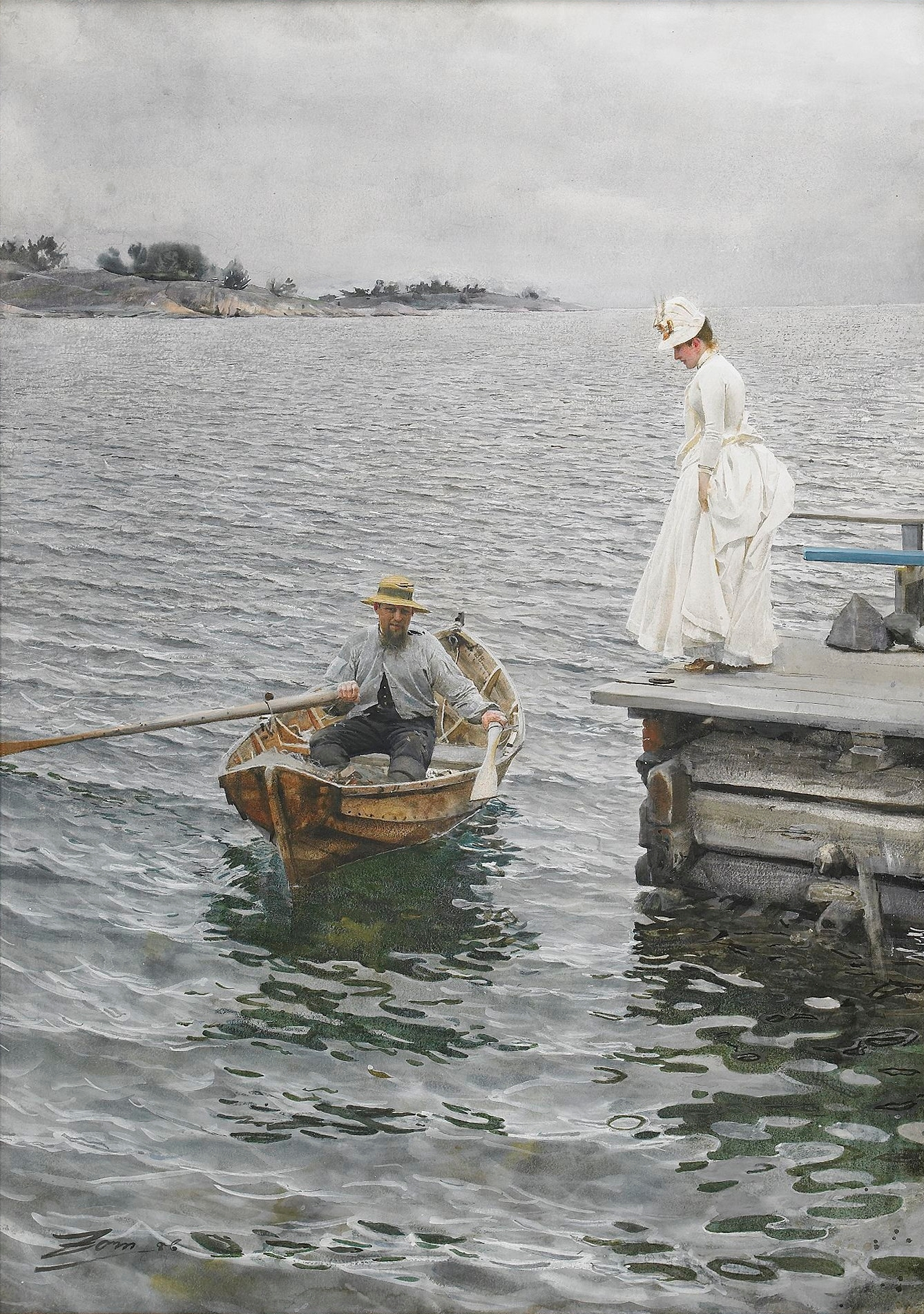
スウェーデンの画家、アンデシュ・ソーン(1860-1920)誕生。画像は《Sommarnöje》(1886)。

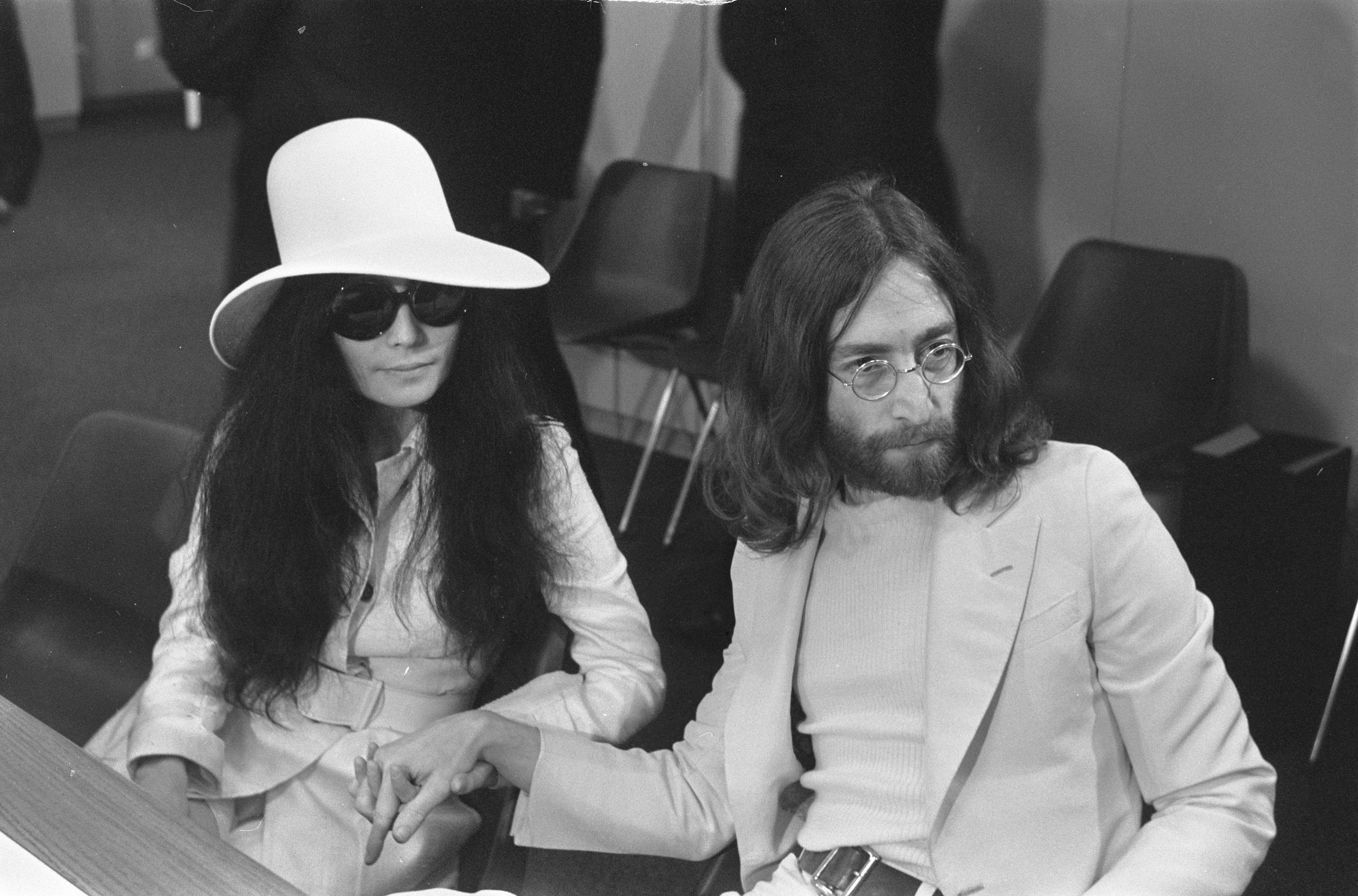
オノ・ヨーコ(1933-)誕生(左)。

- 1201年 - ナスィールッディーン・トゥースィー、神学者、哲学者、科学者（+ 1274年）
- 1516年 - メアリー1世、イングランド女王（+ 1558年）
- 1530年（享禄3年1月21日） - 上杉謙信、越後国の戦国大名（+ 1578年）
- 1609年（慶長14年1月14日）- 佐竹義隆、第2代久保田藩主（+ 1672年）
- 1626年 - フランチェスコ・レディ、医学者（+ 1697年）
- 1631年（寛永8年1月18日）- 伊東祐由、第4代飫肥藩主（+ 1661年）
- 1632年 - ジョヴァンニ・バティスタ・ヴィターリ、ヴァイオリニスト、歌手、作曲家（+ 1692年）
- 1638年（寛永15年1月5日）- 池田綱政、第2代岡山藩主（+ 1714年）
- 1665年（寛文5年1月4日）- 牧野忠辰、第3代越後長岡藩主（+ 1722年）
- 1677年 - ジャック・カッシーニ、天文学者、測地学者（+ 1756年）
- 1708年（宝永5年1月27日）- 丹羽高寛、第5代二本松藩主（+ 1769年）
- 1740年（元文5年1月21日）- 真田幸弘、第6代松代藩主（+ 1815年）
- 1745年 - アレッサンドロ・ボルタ、科学者（+ 1827年）
- 1791年（寛政3年1月16日）- 前田利和、第10代七日市藩主、（+ 1839年）
- 1794年（寛政6年1月19日）- 立花種善、第7代三池藩主、初代下手渡藩主（+ 1833年）
- 1796年（寛政8年1月10日）- 相馬益胤、第11代相馬中村藩主（+ 1845年）
- 1803年（享和3年1月27日） - 伊藤圭介、植物学者（+ 1901年）
- 1824年（文政7年1月19日）- 金成喜蔵、実業家、愛隣学校創設者（+ 1912年）
- 1836年 - シュリ・ラーマクリシュナ、宗教家（+ 1886年）
- 1838年 - エルンスト・マッハ、物理学者（+ 1916年）
- 1844年（天保15年1月1日） - 斎藤一[16]、新選組隊士（+ 1914年）
- 1847年（弘化4年1月4日）- 三浦顕次、第10代美作勝山藩主・子爵（+ 1895年）
- 1848年 - ルイス・カムフォート・ティファニー、宝飾デザイナー、ガラス工芸家（+ 1933年）
- 1850年 - ジョージ・ヘンシェル、音楽家（+ 1934年）
- 1853年 - アーネスト・フェノロサ、東洋美術史家（+ 1908年）
- 1857年 - マックス・クリンガー、画家（+ 1920年）
- 1858年 - 三谷軌秀、政治家、実業家（+1934年）
- 1860年 - アンデシュ・ソーン、画家、版画家、彫刻家（+ 1920年）
- 1866年 - 中川小十郎、貴族院議員、立命館大学創設者（+ 1944年）
- 1870年 - 三浦逸平、実業家、政治家（+ 1936年）
- 1878年 - 男嶌舟藏、大相撲力士（+ 1943年）
- 1878年 - 佐藤義亮、出版人、新潮社創業者（+ 1951年）
- 1883年 - ニコス・カザンザキス、小説家、詩人（+ 1957年）
- 1886年 - 市河三喜、英語学者（+ 1970年）
- 1889年 - 奥村土牛、日本画家（+ 1990年）
- 1889年 - 林豊洲、実業家、元新聞記者（+1935年）
- 1892年 - 平沢貞通、画家（+ 1987年）
- 1893年 - 大熊信行、経済学者、歌人（+ 1977年）
- 1895年 - セミョーン・チモシェンコ、軍人（+ 1970年）
- 1897年 - 金関丈夫、解剖学者、人類学者（+ 1983年）
- 1898年 - エンツォ・フェラーリ、フェラーリ創設者（+ 1988年）
- 1903年 - 岡田時彦、俳優（+ 1934年）
- 1903年 - ニコライ・ポドゴルヌイ、政治家（+ 1983年）
- 1906年 - ハンス・アスペルガー、小児科医（+ 1980年）
- 1906年 - アマザスプ・ハチャトゥロヴィチ・ババジャニャン、軍人（+ 1977年）
- 1911年 - 加東大介、俳優（+ 1975年）
- 1915年 - ジョー・ゴードン、プロ野球選手（+ 1978年）
- 1917年 - 柳宗玄、美術史家（+ 2019年[17]）
- 1919年 - ジャック・パランス、俳優（+ 2006年）
- 1924年 - 越路吹雪、女優、歌手（+ 1980年）
- 1924年 - 陳舜臣、小説家（+ 2015年）
- 1925年 - ジョー・ルーツ、プロ野球選手、プロ野球監督（+ 2008年）
- 1925年 - ジョージ・ケネディ、俳優（+ 2016年）
- 1925年 - 加藤一夫、経済学者（+ 2012年）
- 1926年 - 酒井美意子、評論家（+ 1999年）
- 1927年 - 大下勝正、政治家（+ 2023年）
- 1927年 - 野村孝、映画監督（+ 2015年）
- 1928年 - 大村和久、将棋棋士（+2023年）
- 1928年 - ジョン・オストロム、古生物学者（+ 2005年）
- 1929年 - 田沼武能、写真家（+ 2022年）
- 1929年 - レン・デイトン、作家
- 1929年 - 福島正実、編集者、SF作家（+ 1976年）
- 1930年 - 中村梅之助 (4代目)、歌舞伎俳優（+ 2016年）
- 1930年 - 宮本徳蔵、小説家（+2011年）
- 1930年 - Gamer Grandma、YouTuber、ギネス世界記録保持者
- 1931年 - トニ・モリスン、作家（+ 2019年）
- 1932年 - 佐々木行、歌手（ダークダックス）（+ 2016年）
- 1932年 - ミロス・フォアマン、映画監督（+ 2018年）
- 1933年 - オノ・ヨーコ、芸術家、ジョン・レノン夫人
- 1933年 - ボビー・ロブソン、サッカー選手、指導者（+ 2009年）
- 1937年 - ウォーレン・ストーム、ドラマー、歌手 (+ 2021年)
- 1938年 - 佐田の山晋松、大相撲第50代横綱、第7代日本相撲協会理事長（+ 2017年[18]）
- 1938年 - 中村敏夫、テレビプロデューサー、フジクリエイティブコーポレーション顧問（+ 2015年）
- 1938年 - マニー・モタ、元プロ野球選手
- 1939年 - 菅原貞敬、バレーボール選手
- 1939年 - マレク・ヤノフスキ、指揮者
- 1940年 - 中村敦夫、俳優、政治家
- 1940年 - チャールズ・ジェンキンス、軍人（+ 2017年）
- 1941年 - 瀧口政満、彫刻家（+ 2017年）
- 1941年 - アーマ・トーマス、歌手
- 1942年 - 江刺昭子、ノンフィクション作家、フェミニスト
- 1946年 - 高階良子、漫画家
- 1946年 - 深谷みさお、女優
- 1947年 - 奥村チヨ、歌手
- 1947年 - 吉田和憲、実業家
- 1947年 - カルロス・ロペス、陸上競技選手
- 1948年 - 鈴木康博、ミュージシャン（元オフコース）
- 1948年 - 山本一力、作家
- 1949年 - 吉川なよ子、プロゴルファー
- 1950年 - 塩谷立、政治家
- 1950年 - ジョン・ヒューズ、映画監督、脚本家（+ 2009年）
- 1950年 - シビル・シェパード、女優
- 1950年 - 武藤順九、彫刻家
- 1951年 - 千明初美、漫画家
- 1951年 - 陳水扁、第11代中華民国総統
- 1952年 - 大北敏博、元プロ野球選手
- 1952年 - 小倉千加子、心理学者
- 1954年 - ジョン・トラボルタ、俳優
- 1955年 - 小山和伸、政治家
- 1956年 - 浅田孟、ベーシスト
- 1956年 - ポール・リード・スミス、PRS Guitars創業者
- 1957年 - マリタ・コッホ、陸上競技選手
- 1958年 - 松原千明、女優（+ 2022年）
- 1960年 - ガゼボ、歌手
- 1961年 - 影山ヒロノブ、歌手
- 1961年 - 宮川彬良、作曲家
- 1962年 - 佐野浩敏、アニメーター、イラストレーター
- 1962年 - 竹田道弘、アクションコーディネイター
- 1962年 - 亀井文行、実業家
- 1962年 - マリアン、タレント
- 1962年 - ジュリー・ストレイン、女優、モデル （+ 2021年）
- 1963年 - 吉野秀、編集者、経営コンサルタント
- 1963年 - 斎藤嘉隆、政治家
- 1963年 - 本橋馨、フリーアナウンサー
- 1964年 - 吉野志穂、漫画家
- 1964年 - 大西証史、官僚
- 1964年 - 藤末健三、政治家
- 1964年 - マット・ディロン、俳優
- 1965年 - 斎藤雅樹、元プロ野球選手
- 1965年 - 馳星周、作家
- 1965年 - Dr.Dre、ラッパー
- 1965年 - ディリアナ・ゲオルギエバ、元新体操選手
- 1965年 - おーなり由子、絵本作家、漫画家
- 1965年 - 石井ヒトシ、ミュージシャン（THE SLUT BANKS、BAD SiX BABiES）
- 1965年 - 水沢薫、プロ野球選手（+ 2014年）
- 1966年 - 田中哲司、俳優
- 1966年 - 橘しんご、DJ、司会者
- 1967年 - 柳澤千春、競艇選手
- 1967年 - 十河章浩、元野球選手
- 1967年 - ロベルト・バッジョ、元サッカー選手
- 1967年 - 徳光雅英[19]、アナウンサー
- 1968年 - カイル・アボット、元プロ野球選手
- 1968年 - モリー・リングウォルド、女優
- 1969年 - 橋本恵子、アナウンサー
- 1969年 - 秦由香里、女優、声優
- 1970年 - 蒼樹山秀樹、元大相撲力士
- 1970年 - 岩男潤子、声優、歌手
- 1970年 - 渡辺あや、脚本家
- 1971年 - 坂口岳洋、政治家
- 1971年 - 皇司信秀、元大相撲力士
- 1971年 - トーマス・ビヨン、ゴルファー
- 1972年 - 藤林聖子、作詞家
- 1972年 - 喜多直毅、ヴァイオリニスト、作曲家
- 1972年 - 木山隆之、元サッカー選手、指導者
- 1972年 - アレクサンドラ・ティモシェンコ、新体操選手
- 1973年 - クロード・マケレレ、元サッカー選手
- 1973年 - イリーナ・ロバチェワ、フィギュアスケート選手
- 1974年 - 飯田里樹、音響監督
- 1974年 - すし石垣、プロゴルファー
- 1974年 - エフゲニー・カフェルニコフ、テニス選手
- 1974年 - ジェイミー・キャロル、元プロ野球選手
- 1975年 - 駒村多恵、リポーター
- 1975年 - 中村一義、ミュージシャン
- 1975年 - ねづっち、お笑い芸人（元Wコロン）
- 1975年 - アイラ・ボーダーズ、野球選手
- 1975年 - ガリー・ネヴィル、元サッカー選手
- 1977年 - 田中良和、実業家
- 1978年 - 熊谷俊人、政治家
- 1978年 - 望月和磨、映像ディレクター
- 1978年 - しがの夷織、漫画家
- 1978年 - 水嶋洋子、タレント
- 1978年 - 城戸裕次、俳優
- 1979年 - 高島彩、フリーアナウンサー
- 1980年 - 美元智衣、歌手
- 1980年 - 大、お笑い芸人（グランジ）
- 1980年 - レジーナ・スペクター、シンガーソングライター
- 1980年 - 藤原美樹、料理研究家
- 1981年 - 池谷和志、お笑い芸人（ジョイマン）
- 1981年 - アンドレイ・キリレンコ、バスケットボール選手
- 1981年 - アレックス・リオス、元プロ野球選手
- 1981年 - DEAN、ファッションモデル
- 1981年 - 矢口哲朗、元プロ野球選手
- 1981年 - EXILE TETSUYA、パフォーマー（EXILE）
- 1981年 - カマシ・ワシントン、ジャズサックス奏者
- 1981年 - キム・ジェウォン、俳優
- 1982年 - 中鉢明子、タレント
- 1983年 - ジャーメイン・ジーナス、元サッカー選手
- 1984年 - ブライアン・ボグセビッチ、元プロ野球選手
- 1984年 - イドリス・カルロス・カメニ、サッカー選手
- 1985年 - 河西健吾、声優
- 1986年 - 安藤サクラ、女優
- 1987年 - 平山美春、ファッションモデル
- 1987年 - 宝富士大輔、大相撲力士
- 1987年 - シン・アヨン、アナウンサー
- 1988年 - 立石沙千加、歌手
- 1988年 - チャンミン、歌手、アイドル（東方神起）
- 1988年 - 内藤大希、俳優
- 1988年 - 田中泉、アナウンサー
- 1988年 - 堀崎智恵美、バレーボール選手
- 1988年 - ノダリー・マイスラーゼ、フィギュアスケート選手
- 1989年 - 河野安優美、女優
- 1989年 - 妹川華、ファッションモデル、タレント
- 1989年 - クリスチーナ・ゴルシュコワ、フィギュアスケート選手
- 1989年 - アレクセイ・イオノフ、サッカー選手
- 1990年 - 茨木菜緒、グラビアアイドル
- 1990年 - 広岡ライアン勇輝、サッカー選手
- 1990年 - ディディ・グレゴリウス、プロ野球選手
- 1990年 - パク・シネ、女優、モデル
- 1990年 - カン・ソラ、女優
- 1990年 - マイコン・マルケス・ビテンコウト、サッカー選手
- 1991年 - 井上翼久、俳優、モデル
- 1991年 - ヘンリー・サーティース、レーシングドライバー（+ 2009年）
- 1991年 - 高橋昌美、バレーボール選手
- 1992年 - ハイジ、ラジオパーソナリティー、イベントMC
- 1992年 - ナム・スンウ、サッカー選手
- 1992年 - 小林礼奈、元ものまねタレント
- 1993年 - 髙久龍、陸上選手
- 1994年 - J-HOPE、アイドル、ダンサー（BTS）
- 1994年 - 高橋里央、俳優
- 1995年 - 清水晶大、ラグビー選手
- 1995年 - 石井嘉穂、元アナウンサー
- 1995年 - 和田瞳、女優、ファッションモデル
- 1995年 - 田辺桃菜、北海道文化放送アナウンサー
- 1996年 - 川井田夏海、声優
- 1996年 - 久松郁実、グラビアアイドル、ファッションモデル、女優
- 1997年 - DK、アイドル（SEVENTEEN）
- 1997年 - 佐々木春香、女優
- 1997年 - 水咲優美、グラビアアイドル
- 1998年 - VERNON、アイドル（SEVENTEEN）
- 1998年 - 松谷比菜乃、プロ野球選手
- 1998年 - 佐藤歩夢[20]、サッカー選手
- 1999年 - 柴田倫佳、声優
- 2000年 - 森中陽菜、サッカー選手
- 2001年 - 柴田徹、サッカー選手
- 生年不詳 - 髙橋美由紀、漫画家
- 生年不詳 - 杜野亜希、漫画家
- 生年不詳 - にしまきとおる、漫画家
- 生年不詳 - 桜田雛、漫画家
- 生年不詳 - 昆童虫、漫画家
- 生年不詳 - 中島沙帆子、4コマ漫画家
- 生年不詳 - riya、ミュージシャン（eufonius）
- 生年不詳 - 石塚公評、タレント
- 生年不詳 - 伊藤あすか[21]、声優
- 生年不詳 - 東久仁彦、声優
- 生年不詳 - 葉山ゆりか、声優
- 生年不詳 - 大谷恭代、声優
- 生年不詳 - 沢村真希、声優
- 生年不詳 - 川島やよい、声優
- 生年不詳 - 渡井奏斗、声優
- 生年不詳 - こうち澪、声優
- 生年不詳 - 浅野るり、元声優

### 人物以外（動物など）
- 1995年 - グラスワンダー、種牡馬、競走馬

## 忌日

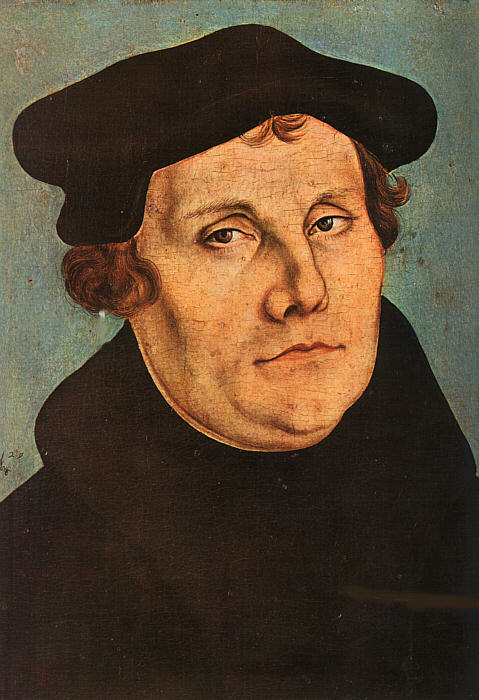
宗教改革者マルティン・ルター(1483-1546)没。

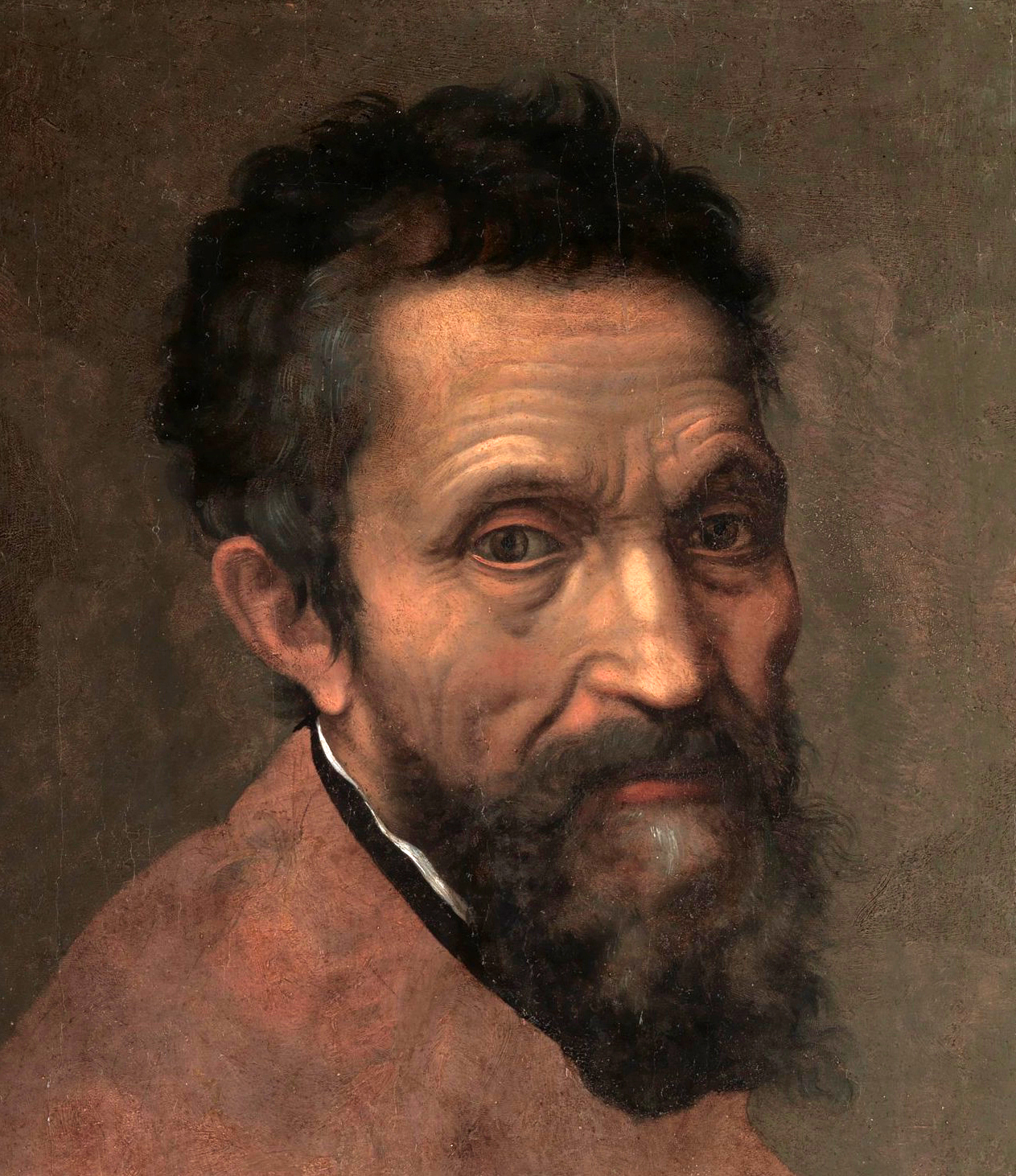
彫刻家・画家・建築家・詩人ミケランジェロ・ブオナローティ(1475-1564)没。

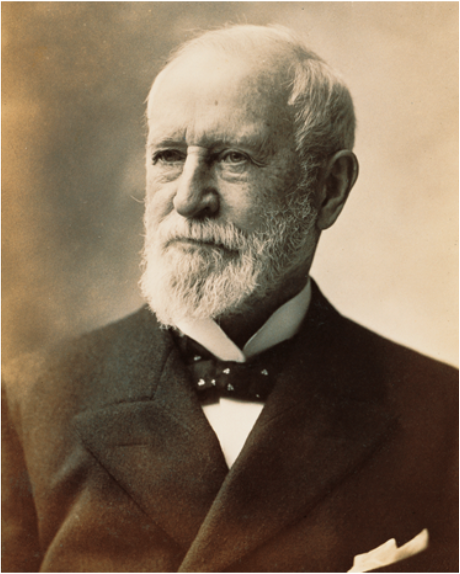
宝石商、実業家チャールズ・ルイス・ティファニー(1812-1902)没。

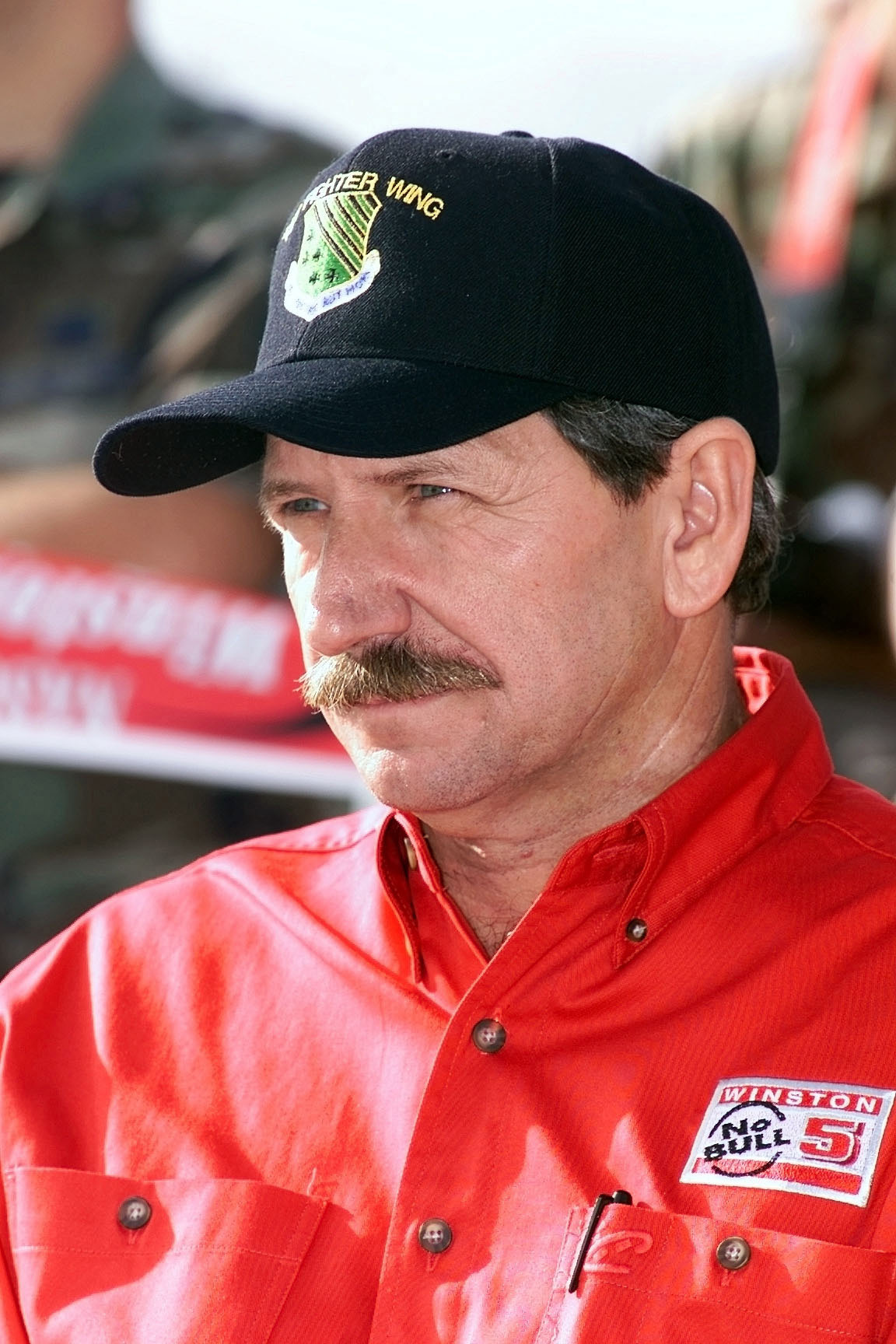
レーシングドライバーデイル・アーンハートSr.(1951-2001)事故死。

- 901年 - サービト・イブン＝クッラ、天文学者、数学者（* 826年）
- 1139年 - ヤロポルク2世、キエフ大公（* 1082年）
- 1173年（承安3年1月5日） - 藤原光頼、平安時代の公卿（* 1124年）
- 1221年 - ディートリヒ、マイセン辺境伯（* 1162年）
- 1294年 - クビライ、モンゴルハーン（* 1215年）
- 1455年 - フラ・アンジェリコ、画家（* 1387年）
- 1478年 - クラレンス公ジョージ、クラレンス公（* 1449年）
- 1535年 - ハインリヒ・コルネリウス・アグリッパ、人文主義者、魔術師、神学者、法律家、軍人、医師（* 1486年）
- 1546年 - マルティン・ルター、キリスト教宗教改革者（* 1483年）
- 1564年 - ミケランジェロ、彫刻家、画家（* 1475年）
- 1582年（天正10年1月16日） - 佐久間信盛、戦国武将、織田家重臣（* 1528年）
- 1590年（天正18年1月14日） - 朝日姫、豊臣秀吉の妹、徳川家康の正室（* 1543年）
- 1673年（寛文13年1月2日） - 浅野綱晟、第3代広島藩主（* 1637年）
- 1703年 - トーマス・ハイド、東洋学者（* 1636年）
- 1708年（宝永5年1月27日） - 田村建顕、一関藩主（* 1656年）
- 1712年 - ルイ、ブルゴーニュ公、フランス王太子（* 1682年）
- 1717年 - ジョヴァンニ・マリーア・モランディ、画家（* 1622年）
- 1743年 - アンナ・マリーア・ルイーザ・デ・メディチ、メディチ家直系最後の人物（* 1667年）
- 1751年 - ジュゼッペ・マッテオ・アルベルティ、ヴァイオリニスト、作曲家（* 1685年）
- 1780年 - クリスティヨナス・ドネライティス、牧師、詩人（* 1714年）
- 1788年 - ジョン・ホワイトハースト、時計職人、科学者（* 1713年）
- 1810年 - アブラーム＝ルイ＝ロドルフ・デュクロ、画家、版画家（* 1748年）
- 1831年（天保2年1月6日） - 良寛、曹洞宗の僧侶、歌人（* 1758年）
- 1834年 - ウィリアム・ワート、第9代アメリカ合衆国司法長官（* 1772年）
- 1848年 - ヨーゼフ・ゲアハルト・ツッカリーニ、植物学者（* 1797年）
- 1851年 - カール・グスタフ・ヤコブ・ヤコビ、数学者（* 1804年）
- 1856年 - ヴィルヘルム・フォン・ビーラ、天文学者（* 1782年）
- 1878年 - ジョン・タンストール、リンカーン郡戦争のきっかけとなった牧場経営者（* 1853年）
- 1887年 - 中山みき、宗教家、天理教教祖（* 1798年）
- 1891年 - 三条実美、幕末の公卿、明治維新の元勲（* 1837年）
- 1897年 - ウィリアム・ウォレス、思想家（* 1843年）
- 1899年 - ソフス・リー、数学者（* 1842年）
- 1901年 - 早矢仕有的、実業家、丸善創業者（* 1837年）
- 1902年 - チャールズ・ルイス・ティファニー、宝石商、実業家、ティファニー（Tiffany & Co.）創業者（* 1812年）
- 1902年 - アルバート・ビアスタット、画家（* 1830年）
- 1903年 - 尾上菊五郎 (5代目)、歌舞伎役者（* 1844年）
- 1905年 - フレデリック・イーストレイク、教育者（* 1856年）
- 1909年 - 橋本綱常、日本陸軍の軍医（* 1845年）
- 1919年 - 山川捨松、大山巌の妻（* 1860年）
- 1931年 - 山下源太郎、日本海軍の軍令部長（* 1863年）
- 1932年 - フリードリヒ・アウグスト3世、第7代ザクセン王（* 1865年）
- 1933年 - アルノルト・メンデルスゾーン、作曲家（* 1855年）
- 1933年 - ジェームス・J・コーベット、プロボクサー（* 1866年）
- 1937年 - グリゴリー・オルジョニキーゼ、ソビエト連邦共産党政治局員（* 1886年）
- 1939年 - 岡本かの子、小説家（* 1889年）
- 1941年 - 徳川達孝、大正天皇の侍従長（* 1865年）
- 1944年 - チャールズ・ダベンポート、生物学者（* 1866年）
- 1945年 - 建部遯吾、社会学者（* 1871年）
- 1947年 - ヨアヒム・エルンスト、アンハルト公（* 1901年）
- 1952年 - 本山白雲、彫刻家（* 1871年）
- 1956年 - ギュスターヴ・シャルパンティエ、作曲家（* 1860年）
- 1957年 - ヘンリー・ノリス・ラッセル、天文学者（* 1877年）
- 1957年 - 初代西崎緑、日本舞踊家（* 1911年）
- 1959年 - エーリッヒ・ツァイスル、作曲家（* 1905年）
- 1960年 - ルイス・シェルドン、陸上競技選手（* 1874年）
- 1963年 - 徳川家正、徳川宗家第17代当主、最後の貴族院議長（* 1884年）
- 1964年 - 椙山正弌、教育者、初代椙山女学園学園長（* 1879年）
- 1964年 - 奥村博史、洋画家、工芸家（* 1889年）
- 1964年 - ジョゼフ＝アルマン・ボンバルディエ（英語版）、発明家、ボンバルディア創業者（* 1907年）
- 1965年 - 前田房之助、政治家（* 1884年）
- 1966年 - ロバート・ロッセン、映画監督（* 1908年）
- 1967年 - ロバート・オッペンハイマー、物理学者（* 1904年）
- 1971年 - 菅礼之助、実業家（* 1883年）
- 1973年 - フランク・コステロ、マフィア、コーサ・ノストラ幹部（* 1891年）
- 1975年 - レイモンド・モーリー、アメリカ合衆国国務次官補（* 1886年）
- 1981年 - 藤本定義、プロ野球監督（* 1904年）
- 1981年 - ジャック・ノースロップ、航空技術者、ノースロップ創業者（* 1895年）
- 1982年 - ナイオ・マーシュ、推理作家（* 1895年）
- 1983年 - 和田夏十、脚本家（* 1920年）
- 1984年 - 平泉澄、歴史学者（* 1895年）
- 1986年 - ヴァーツラフ・スメターチェク、指揮者（* 1906年）
- 1988年 - 石田アヤ、教育者、翻訳家（* 1908年）
- 1989年 - 岡崎英城、内務官僚、政治家（* 1901年）
- 1991年 - 式貴士、SF作家、官能小説家、占星術師（* 1933年）
- 1992年 - シルヴァン・アラン、天文学者（* 1902年）
- 1993年 - 鈴木清、小説家（* 1907年）
- 1993年 - ケリー・フォン・エリック、プロレスラー（* 1960年）
- 1996年 - 内田鐡衛、技術者、実業家、株式会社コロナ創業者（* 1904年）
- 1996年 - 田村平治、料理人（* 1905年）
- 1997年 - 岩井章、労働運動家（* 1922年）
- 1997年 - 白雄山昇、元関取（*1928年）
- 1998年 - 河原崎権十郎 (3代目)、歌舞伎役者（* 1918年）
- 1998年 - 福田豊土、俳優（* 1934年）
- 2001年 - バルテュス、画家（* 1908年）
- 2001年 - 宮崎仁郎、プロ野球選手（* 1920年）
- 2001年 - エディ・マシューズ、プロ野球選手（* 1931年）
- 2001年 - デイル・アーンハートSr.、レーシングドライバー(1951年)
- 2002年 - 日幡光顕、陶芸家、郷土史家（* 1920年）
- 2003年 - 木村べん、イラストレーター（* 1947年）
- 2004年 - ジャン・ルーシュ、映画監督（* 1917年）
- 2004年 - 清水卯一、陶芸家（* 1926年）
- 2005年 - 鈴木進、政治家、元神奈川県綾瀬市長（* 1922年）
- 2005年 - 杉山英男、木質構造研究者、東京大学名誉教授（* 1925年）
- 2006年 - 伊藤昌壽、経営者、元東レ社長（* 1925年）
- 2006年 - リチャード・ブライト、 俳優（* 1937年）
- 2007年 - 松田清、プロ野球選手（* 1930年）
- 2008年 - アラン・ロブ＝グリエ、小説家、映画監督（* 1922年）
- 2009年 - タイーブ・サーレフ、作家（* 1929年）
- 2009年 - 笠谷昌生、ノルディックスキージャンプ選手（* 1935年）
- 2009年 - スヌークス・イーグリン、ギタリスト（* 1936年）
- 2009年 - 湯浅浩、実業家、元日野自動車社長（* 1937年）
- 2009年 - カミラ・スコリモフスカ、ハンマー投選手、2000年シドニー五輪金メダリスト（* 1982年）
- 2010年 - アリエル・ラミレス、作曲家（* 1921年）
- 2010年 - 瀬川康男、絵本画家（* 1932年）
- 2012年 - 坂本貞雄、政治家、元東京都三鷹市長（* 1918年）
- 2012年 - 庄野直美、物理学者、広島女学院大学名誉教授（* 1925年）
- 2012年 - 佐藤孝司、教育者、第二代学校法人佐藤栄学園理事長（* 1966年）
- 2013年 - 小林吉彦、実業家、元フジサンケイグループ代表、元ニッポン放送会長（* 1920年）
- 2013年 - オトフリート・プロイスラー、児童文学作家（* 1923年）
- 2013年 - 白保台一、政治家（* 1942年）
- 2013年 - ケヴィン・エアーズ、ミュージシャン（* 1944年）
- 2013年 - 本多知恵子、声優（* 1963年）
- 2014年 - マリア・フランツィスカ・フォン・トラップ、ゲオルク・フォン・トラップ次女（* 1914年）
- 2014年 - 小川竹二、政治家、元新潟県豊栄市長（* 1937年）
- 2014年 - ネルソン・フレイジャー・ジュニア、プロレスラー（* 1971年）
- 2016年 - 梅渓昇、歴史学者、大阪大学名誉教授（* 1921年）
- 2016年 - 大城眞順、政治家（* 1927年）
- 2016年 - 津島佑子、作家（* 1947年）
- 2016年 - 神田陽司、講談師、編集者（* 1962年）
- 2016年 - 小林宏、カーリング選手（* 1947年）
- 2017年 - ローレンス・スノーデン、軍人、元アメリカ海兵隊中将（* 1921年）
- 2017年 - 伊藤裕康[22]、実業家、元岩崎電気会長（* 1926年または1927年）
- 2017年 - オマル・アブドッラフマーン、イスラーム主義活動家、テロリスト（* 1938年）
- 2017年 - イワン・コロフ、プロレスラー、第3代WWWF世界ヘビー級王者（* 1942年）
- 2017年 - マイケル・オギオ、政治家、第9代パプアニューギニア総督（* 1942年）
- 2017年 - ノーマ・マコービー、女性運動家（* 1947年）
- 2017年 - ナデジダ・オリザレンコ、陸上競技選手、1980年モスクワ五輪金メダリスト（* 1953年）
- 2017年 - ダン・ヴィッカーマン、ラグビー選手（* 1979年）
- 2018年 - 鈴木忠義、観光学者、東京工業大学名誉大学（* 1924年）
- 2018年 - 村田薫、実業家、元昭和電線電纜社長（* 1930年）
- 2018年 - ギュンター・ブローベル、生物学者、ノーベル生理学・医学賞受賞者（* 1936年）
- 2018年 - イドリッサ・ウエドラオゴ、映画監督（* 1954年）
- 2018年 - ディディエ・ロックウッド、ジャズヴァイオリニスト（* 1956年）
- 2019年 - ウォーレス・ブロッカー、地球化学者（* 1931年）
- 2020年 - 禿了滉、真宗誠照寺派僧侶、仏教学者、教育者（* 1925年）
- 2020年 - ジャック・ブリソ、画家、映画監督（* 1929年）
- 2020年 - 長堂英吉、小説家、ルポルタージュ作家（* 1932年）
- 2020年 - 古井由吉、小説家、ドイツ文学者（* 1937年）
- 2020年 - 小林恒人、政治家（* 1938年）
- 2020年 - フラヴィオ・ブッチ、俳優、声優（* 1947年）
- 2020年 - 劉智明、脳外科医（* 1968年）
- 2021年 - ハンス＝ヴェルナー・グローゼ、グライダーパイロット（* 1922年）
- 2021年 - 箱田淳、プロ野球選手（* 1932年）
- 2022年 - 大町陽一郎、指揮者、東京芸術大学名誉教授（* 1931年）
- 2022年 - 一文字弥太郎、ラジオパーソナリティ、放送作家（* 1959年）
- 2022年 - ブラッド・ジョンソン、俳優（* 1959年）
- 2022年 - 南原兼、BL作家、ライトノベル作家（* 生年不詳）
- 2023年 - 奥村善久、工学者、金沢工業大学名誉教授（* 1926年）
- 2023年 - イラリオ・カスタニエル、サッカー選手、指導者（* 1940年）
- 2023年 - ペタル・ジェコフ、サッカー選手（* 1944年）
- 2023年 - 肥留間正明、ジャーナリスト、芸能文化評論家、音羽出版設立者（* 1949年）
- 2024年 - アビーリオ・ディニス、実業家、ポム・デ・アスカー経営者（* 1936年）
- 2024年 - マイケル・グルンスタイン、生化学者（* 1946年）

### 人物以外（動物など）
- 2023年 ｰ ウイニングチケット、競走馬、種牡馬（* 1990年）

## 記念日・年中行事
- 雨水（ 日本2005年・2009年・2013年）
二十四節気の1つ。太陽の黄経が330度の時で、雪が溶け始めるころに当たる。
- 旧正月（ 日本 中国2007年）
- 独立記念日（ ガンビア）
1965年のこの日、ガンビアがイギリスから独立した。
- エアメールの日
1911年のこの日、インドで初めて飛行機によって郵便物が運ばれたことに由来[3]。イラーハーバードで開かれていた万国博覧会の行事として、会場から8km離れた駅まで6,000通の手紙が飛行機で運ばれた[23]。
- 嫌煙運動の日
1978年のこの日、東京・四谷で「嫌煙権確立をめざす人々の会」が設立されたことにちなむ[23][24][25]。
- 冥王星の日
1930年のこの日、アメリカ・ローウェル天文台のクライド・トンボーが冥王星を発見したことを記念[26]。
- 方言の日
奄美群島の与論島方言で言葉を「ふ(2)とぅ(10)ば(8)」ということから、語呂合わせで、鹿児島県大島支庁が2007年に大島地区の方言の日に制定した。島毎の方言差が大きいため、奄美大島では「シマユムタの日」、「島口の日」、沖永良部島では「シマムニの日」、与論島では「ユンヌフトゥバの日」などと異なる別名も併用される[27]。
- プライヤの日
新潟県燕三条の日本唯一のプライヤ専業メーカーである五十嵐プライヤーが語呂合わせでプ(2)ライ(1)ヤ(8)の日として制定。全国に便利な工具「プライヤ」という工具を知ってもらいたいとの想いから。